# 11278 Telesio
11278 Telesio è un asteroide della fascia principale. Scoperto nel 1989, presenta un'orbita caratterizzata da un semiasse maggiore pari a 2,2533075 UA e da un'eccentricità di 0,1562671, inclinata di 4,95910° rispetto all'eclittica.